# Madolenihmw
 Madolenihmw è una municipalità di Pohnpei, (facente parte dell'omonimo distretto), uno degli Stati Federati di Micronesia. Ha 6 013 abitanti.

## Monumenti e luoghi d'interesse
Lungo la costa sono presenti le rovine di Nan Madol arcipelago artificiale e capitale della dinastia Saudeleur. 